# 고마쓰 제작소
고마쓰 제작소(일본어: 小松製作所 코마츠세이사쿠조[*]), 줄여서 코마츠(コマツ)는 일본의 중공업 업체이다.
일본 이외에도 남북 아메리카, 유럽, CIS, 중동과 근동, 아프리카, 동남아시아, 오세아니아, 중국에 그룹 사업을 전개하고 있다. 건설 기계 제조로는 일본 1위며 세계 2위다.

## 기업 개요·연혁

### 발상
1917년 1월, 이시카와현 노미군 고쿠후촌(현재의 고마쓰시)에서 구리 광산을 영업하던 다케우치 광업(요시다 시게루의 친형인 다케우치 메이타로(ja:竹内明太郎)에 의해 창업)이 자가용 기계 생산을 위해, 노미군 고마쓰촌의 고마쓰역 인근에 고마쓰 철공소를 개설하면서 시작되었다. 또한 태평양 전쟁 중에 일본제국 해군이 미군의 불도저를 노획해 일본에도 같은 제품을 생산할 수 있게 되어 실용화 연구를 시작하였다. 이것이 불도저 관련 사업의 시작이 되었다.(자세한 것은 불도저를 참조)
1921년 5월 13일에 고마쓰 철공소가 다케우치 광업에서 분리 독립하여, 현재의 등기사명인 고마쓰 제작소로 개칭해 발족했다. 당초에는 불황으로 어려운 경영이 지속되었지만, 만주사변을 계기로 업적이 호평을 받으며 각종 공사 기계를 시작으로 트랙터나 불도저의 국산화에도 성공했다.
1951년 8월에는 본사 기능이 고마쓰에서 도쿄로 이전하였다. 옥상에 거대 불도저가 있는 통칭 고마쓰 빌딩(1991년 봄에 이 불도저를 철거함)으로 이전하여 영업을 시작하였고, 굴착기나 포크 리프트, 덤프트럭등의 건설 제품을 차례로 생산하였다. 굴착기는 '파워 굴착'이라는 상품명으로 발매하였으며, 이 말은 오늘날에는 굴착기의 일반적인 명칭으로 자리잡게 되었다. 90년대에는 F1의 팀 로터스와 윌리엄즈에 디지털 기술이나 기어박스 주변의 부품을 공유하였다.

### 국제 기업
글로벌화에 빠르게 적응한 것으로도 알려진 이기업은, 자동차 메이커보다 빠른 1950년대부터 해외 전출이나 해외 공장의 전개를 진행해나갔다. 1960년경, 캐터필러사의 일본 진출에 반해 멀A대책이라 불리는 품질 향상 활동이 시작되었다. 그 결과, 비약적으로 제품의 품질이 향상되었다. 그것을 하나의 계기로 세계 진출이 본격적으로 개시되었다. 현재는 아메리카, 유럽, 아시아, 중국, 브라질등에 50여개에 가까운 생산 거점을 두고 있다.
현재는 그룹내의 외국인 종업원 수가 53%로, 일본에서 가장 많이 국제화를 진행시킨 기업이다.
고마쓰 제작소는 포춘 지의 2006년도 세계의 글로벌 기업 500의 산업기계 부문에서 종합 7위를 하였다.

## 같이 보기
- 하노마크
- 고마쓰 LAV
- 89식 장갑전투차
- 96식 장륜장갑차